# نوکلئوئید
با نوکلئوتید اشتباه نگیرید.

سلولِ پروکاریوتی (راست) در مقایسه با یک سلولِ یوکاریوتی (سمت چپ)

نوکلئوئید (به معنی هسته‌مانند یا شبه‌هسته) منطقه‌ای با شکلِ نامنظم در درونِ سلولِ پروکاریوتی است که همه یا بخشِ بیشترِ ژنوم یا ژنوفور را دربردارد. کروموزوم یک پروکاریوت به شکل حلقوی است و طول آن در مقایسه با ابعاد سلول بسیار بزرگ است، بنابراین برای جا گرفتن باید فشرده شود. برخلاف هسته یک سلول یوکاریوتی، کروموزوم پروکاریوت‌ها توسط یک پوشش هسته‌ای احاطه نشده‌است. در عوض، نوکلئوئید با تراکم و آرایش عملکردی با کمک پروتئین‌های معماری کروموزومی و مولکول‌های آران‌ای و همچنین ابرمارپیچ شکل می‌گیرد. طول یک ژنوم به‌طور گسترده‌ای متفاوت است (به‌طور کلی حداقل چند میلیون جفت باز) و یک سلول ممکن است حاوی چندین نسخه از آن باشد.

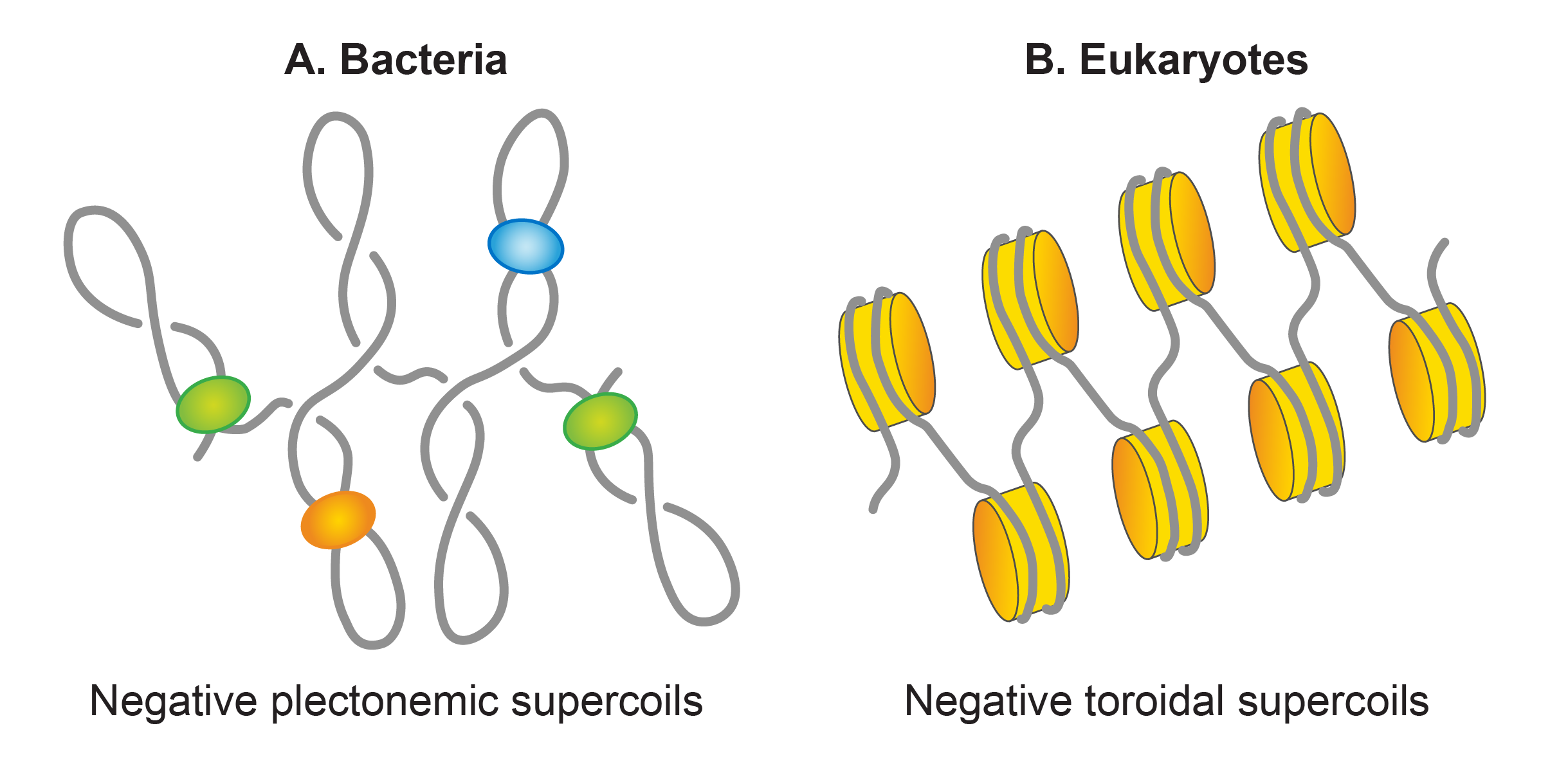
واحدهای اساسی سازماندهی ژنومی در باکتری‌ها و یوکاریوت‌ها دی‌ان‌ای ژنومی، که به‌صورت یک خط خاکستری نشان داده شده‌است، هم در باکتری‌ها و هم در یوکاریوت‌ها به‌طور منفی ابرپیچ شده‌است. با این‌حال، دی‌ان‌ای ابرپیچ خوردهٔ منفی در باکتری‌ها به شکل پلکتونمیک سازماندهی شده‌است، درحالی‌که در یوکاریوت‌ها به شکل حلقوی سازماندهی شده‌است. پروتئین‌های مرتبط با نوکلئوئید (NAPs)، که به صورت کره‌های رنگی نشان داده شده‌اند، نیمی از ابرکویل‌های پلکتونمیک را مهار می‌کنند، درحالی‌که تقریباً تمام ابرپیچ‌های حلقوی توسط نوکلئوزوم‌ها (نارنجی رنگ) که از پیچیدن دی‌ان‌ای به دور هیستون‌ها تشکیل شده‌اند، القا می‌شوند و همچنین مهار می‌شوند.

هنوز ساختاری با وضوح بالا از یک نوکلئوئید باکتریایی شناخته نشده‌است، با این حال ویژگی‌های کلیدی در اشریشیا کلی به عنوان یک جاندار مدل تحقیق شده‌است. در اشرشیا کلی، دی‌ان‌ای کروموزومی به‌طور متوسط به صورت منفی ابرپیچ شده و به حلقه‌های پلکتونمیک تا می‌شود، که به مناطق فیزیکی مختلف محدود می‌شوند و به ندرت در یکدیگر منتشر می‌شوند. این حلقه‌ها از نظر فضایی در مناطقی به‌اندازهٔ میلیون باز به نام macrodomain سازماندهی می‌شوند، که در آن مکان‌های دی‌ان‌ای غالباً برهم‌کنش دارند، اما برهم‌کنش بین آن‌ها نادر است. دی‌ان‌ای متراکم و سازمان‌یافته فضایی یک بیضی مارپیچ شکل می‌دهد که به صورت شعاعی در سلول محصور شده‌است. به نظر می‌رسد که ساختار سه‌بعدی دی‌ان‌ای در نوکلئوئید بسته به شرایط متفاوت است و به بیان ژن مرتبط است، به‌طوری‌که معماری نوکلئوئیدی و رونویسی ژن به شدت وابسته به یکدیگر هستند و متقابلاً بر یکدیگر تأثیر می‌گذارند.